# 蒋振云
蒋振云（1932年—），男，江苏武进人，中华人民共和国政治人物，曾任第八届全国政协委员。